# Kerstin Thielemannová
Kerstin Thielemannová, nepřechýleně Kerstin Thielemann (* 23. duben 1962, Lipsko, NDR) je německá herečka.

## Život
Vystudovala divadelní školu Hanse Otta v Lipsku (1981-1985). V divadle hrála hlavně v Bonnu (1987-1994), Frankfurtu nad Mohanem a Cáchách. Spolupracovala s režiséry Hansem Hollmannem, Volkerem Hessem, Jossi Wielerem, Michaelem Grunerem, Beatem Fähem, Andreasem Kriegenburgem a Sewanem Latchinianem.
Její nejznámější role v TV jsou: Speciální tým Kolín (SOKO Köln), Kobra 11, Místo činu, Kriminálka Kolín (SK Kölsch), Cops 2000, S.K.Babies, die Wache a Nikola.
V letech 1996–2005 hrála v seriálu Nikola Dr. Charlotte Borstelovou. Od roku 2003 hraje v německém seriálu Kobra 11 vrchní státní návladní Isolde Marii Schrankmannovou. Nyní vyučuje ve škole "Schule des Theaters" na postu docentky. Se studenty nacvičovala hru Zakázaná láska ("Verbotene Liebe").
Mluví německy (mateřský jazyk), anglicky (plynně), rusky (plynně) a sasky.
Měří 170 cm, má blond vlasy a modré oči. Ovládá moderní tanec.
Žije[kdy?] v Kolíně nad Rýnem.

## Filmografie (výběr)
- 1986: Polizeiruf 110 (epizoda: Ein großes Talent)
- 1994–1995: Westerdeich
- 1994: Neger Weiss
- 1994: Kommt Mausi raus?!
- 1996: SK Babies (epizoda: Killerinstinkt)
- 1996–2005: Nikola
- 1997: Pusinka (Ein Mann steht seine Frau (epizoda: So'n Zirkus))
- 1999: Otec Schwarz zasahuje (Schwarz greift ein (epizoda: Der Scheinheilige))
- 2001: Místo činu (Tatort (epizoda: Schlaf, Kindlein, schlaf))
- 2001: Kriminálka Kolín (SK Kölsch (epizoda: Krieg der Sterne))
- 2002: Der Poet
- 2003: Místo činu (Tatort (epizoda: Hundeleben))
- Od 2003: Kobra 11
- 2004: Mravnostní oddělení (Die Sitte (epizoda: Der letzte Kunde))
- 2005: Der Untergang der Pamir
- 2006: LadyLand (epizoda: Die Kandidatin/Der Akt/Die Telenovela)
- 2006: Tollpension
- 2006: Elfmeter
- 2006: Speciální tým Kolín (SOKO Köln (epizoda: Die Tote im Morgengrauen))
- 2008: Herzog (epizoda: Anwalt der Liebe)
- 2008: Mia und der Millionär
- 2009: Wilsberg (epizoda: Doktorspiele)
- 2009: Der kleine Mann (epizoda: Wir sind ein Volk)
- 2009: Heimspiel
- 2009: Mord mit Aussicht (epizoda: Walzing Mathilde)
- 2009: Der verlorene Vater
- 2009: Scheinbar ein Paar
- 2010: Küss dich reich
- 2010: Scheidung für Fortgeschrittene
- 2010: Wir müssen reden! (epizoda: Rollentausch)
- 2011: Bastard
- 2011: Speciální tým Kolín (SOKO Köln (epizoda: Gegen die Zeit))
- 2011: Danni Lowinski (epizoda: Falsche Wahl)
- 2012: Heiter bis tödlich - Henker & Richter (epizoda: Der Sheriff)

## Divadlo (výběr)
- 1985: Theater Senftenberg und Staatstheater Dresden
- Od 1987: Theater Senftenberg und Staatstheater Dresden
- 1989:
  - Krieg/Schlachten, Regie: Hans Hollmann, Rolle: Schwester, Berliner Theatertreffen
  - Arthur Aronymus, Regie: Peter Eschberg, Rolle: Elise
  - Puntila und sein Knecht Matti, Regie: Jossi Wieler
  - Baumeister Solness, Regie: Volker Hesse, Rolle: Katja
  - Leonce und Lena, Regie: Beat Fäh, Rolle: Rosetta
  - Heinrich IV (Pirandello), Regie: Michael Gruner, Rolle: Frida
  - Fegefeuer in Ingolstadt, Regie: Andreas Kriegenburg, Rolle: Hermine
  - Marathontanz, Regie: Kathi Lahti
  - Hase Hase, Regie: Ina Korf, Rolle: Lucie
- Od 1994: Schauspiel Bonn
- 1995:
  - Oleanna, Regie: Thomas Wenzel
  - Top Dogs, Regie: Harald Demmer
- 1996: Schauspiel Frankfurt: Heldenplatz, Regie: Peter Eschberg
- 1996:
  - Der Meteor, Regie: Michael Wedekind, Rolle: Olga
  - Catherine (Musical), Regie: Elmar Ottenthal
- Od 1997: Theater Aachen
- 2000: Landestheater Neuss: Alles im Garten, Regie: Sewan Latchinian, Rolle: Frau Toothe
- 2001: Theater der Keller Köln: Der Freigeist, Regie: Meinhard Zanger, Rolle: Mme. Therbouche, Kölner Theaterpreis 2000
- 2007: Contra-Kreis-Theater Bonn: Ein Seestern im Garten, Regie: Horst Johanning, Rolle: Thea
- 2008: Theater der Keller Köln: Non(n)sens, Regie: Herbert Wandschneider, Rolle: Mutter Oberin
- Od 2010: Theater der Keller Köln: Non(n)sens, Regie: Herbert Wandschneider, Rolle: Mutter Oberin
- 2010: Grenzlandtheater Aachen: Frau Müller muss weg, Regie: Harald Demmer, Rolle: Jessica Höfel
- 2011: Theater Trier: Eine Familie, Regie: Alexander May, Rolle: Barbara
- 2011: Staatsoper Hannover: Lady in the dark, Regie: Matthias Davids, Rolle: Maggie Grant
- Od 2012: Staatsoper Hannover: Lady in the dark, Regie: Matthias Davids, Rolle: Maggie Grant

## Ocenění (výběr)
- 1998: Grimme Preis za „Nikola“
- 2005: Deutscher Fernsehpreis za "Nikola"